# Pippo Tamburri
Pippo Tamburri, all'anagrafe Filippo Tamburri (Roma, 1840 – Roma, 23 gennaio 1915), è stato un attore teatrale, poeta dialettale italiano.
È noto per essere stato uno dei più importanti attori in romanesco dell'Ottocento.

## Biografia

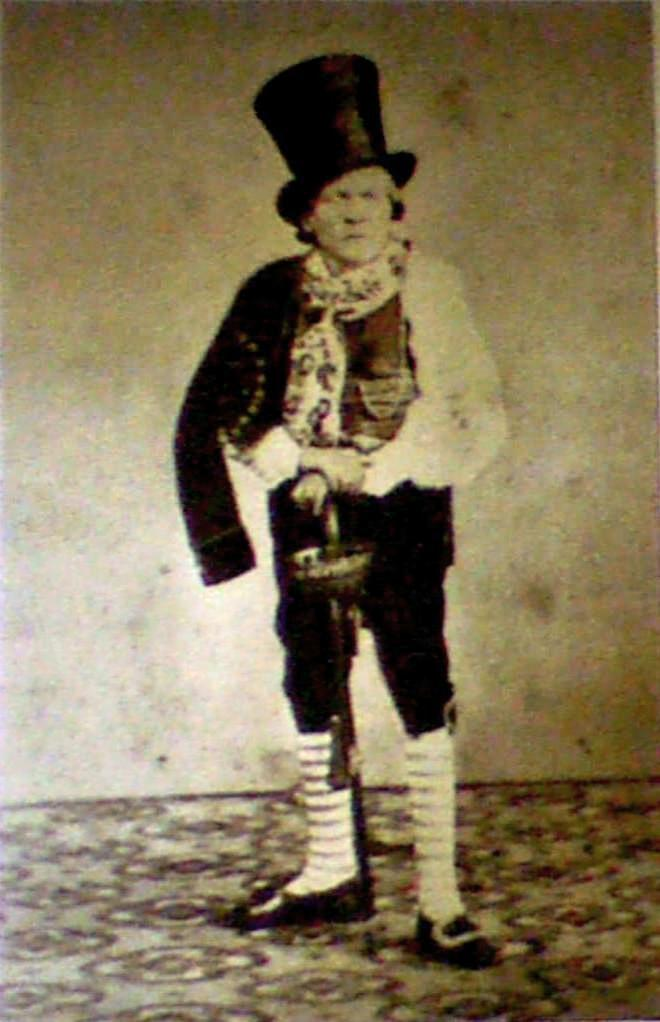
Filippo Tacconi

Iniziò a recitare a 5 anni come paggetto al teatro Apollo. Allievo di Filippo Tacconi, si fece le ossa nella sua compagnia romanesca per poi cominciare a prendere il suo posto dal 1863 fino a sostituirlo completamente sulla scena e come capocomico. Era figlio di un maestro di musica dal quale apprese il canto, che adoperava in teatro (aveva un'ottima voce tenorile). Le rappresentazioni romanesche di allora prendevano spesso la forma di vaudevilles od operette con accompagnamento musicale, anche se a Roma i modelli francesi assunsero subito la veste più particolare della rivista: spettacolo basato su un canovaccio scandito da un preciso succedersi di interventi musicali e "numeri" recitati con grande libertà dagli attori. Spirito geniale e disordinato, Tamburri durante il giorno esercitava il mestiere di imbianchino o andava a pesca di ciriole (in it. anguille) sulle sponde del Tevere.
Ereditato dal suo maestro Tacconi il repertorio, e in particolare il suo Meo Patacca, lo ampliò ed ebbe notevole successo con il Marchese del Grillo di Domenico Berardi musicato da Giovanni Mascetti, che diventò il suo cavallo di battaglia. Comunque la sua arte lo portava spesso ad uscire dal testo per prodursi in variazioni estemporanee in cui poteva sfogare il suo spirito arguto ed elegante. Al termine delle sue recite veniva pregato di comporre poesie all'improvviso sui fatti d'attualità; alcune divennero popolari e vennero raccolte in un volume, intitolato Er passagallo, parola romanesca d'origine spagnola che significa una specie di serenata. In questi casi usava più spesso l'ottava o la forma del ritornello, ma scriveva anche sonetti d'occasione che venivano stampati su foglietti volanti.
Ottenendo successo, "er majorengo dell'operetta romanesca" si esibì in vari teatri cittadini: dal Metastasio al Quirino, al Manzoni, al Valletto. Degna di particolare nota è la sua attività al Teatro Rossini dal 1882 al 1886 come capocomico della Compagnia Romanesca organizzata da Giggi Zanazzo, quando questo teatro era "diventato il ritrovo dell'alta borghesia" romana in gibus e frack, che si trovava così affratellata al popolino romanesco, sempre presente, come già era accaduto col teatro di Tacconi. Nella sua compagnia c'erano altri buoni attori romaneschi come Oreste Raffaelli, Angelo Malatesta, Agnese Bianchini (che andò sposa a Zanazzo), la Crescenzi, la Bianchini-Cappelli. Tra le "coriste" della compagnia fece una delle sue prime apparizioni anche Lina Cavalieri.
Invecchiando non seppe fare a meno di continuare a recitare, accontentandosi di piccole sale e teatrini di periferia, diventando l'epigono di sé stesso. Morì all'età di 75 anni in povertà all'ospedale della Consolazione.
Fu autore delle operette, con musiche del compositore e musicista Giuseppe Cesare Pascucci, direttore d'orchestra al Quirinale: Faccennone e Cordalenta (1886), 'Na vignata da Scarpone  (1888) che fu ripresa nel 1918 da Petrolini, Il medico Brodolosi (1889), Una cava de moje, Gli amori de Ciuchetto (1889), Er treno tropea  (1890), Carnevale romano a li tempi der marchese der Grillo (1892) ecc.

## Poesie
- Er passagallo: ottave romanesche, Roma, Cerroni e Solaro, 1885